# 原田謙次
原田 謙次（はらだ けんじ、1893年8月8日 - 1971年2月3日）は、日本の歌人、小説家。
長崎県生まれ、大村中学校卒業、第一高等学校中退、東京外国語学校イタリア語専修を経て、1920年早稲田大学英文科卒。吉江喬松、島崎藤村に師事し、歌人、詩人となる。近代琵琶作詞、小説一編のほかイタリア文学の翻訳もある。

## 著書
- 放浪 歌集 蛮船社 1914年
- 饗宴 歌集 蛮船社 1915年
- La gondora 蛮船社 1918年
- 劫火 歌集 蛮船社 1919年
- 生の凱歌 長編小説 聚英閣 1921年
- 伊太利亜文学展望 岡倉書房 1939年
- ダンヌンツィヨと和歌 日伊文化交渉の一挿話 国際文化事業パンフレツト 外務省文化事業部 1939年
- 校歌と校風 北光書房 1943年

## 翻訳
- 死の勝利 ダンヌンツィヨ 改造文庫 1939年
- 海の讃歌 ダンヌンツィヨ 人文書院 1942年
- 軍隊生活 アミチス 実業之日本社 1942年

## 参考
- 日本近代文学大事典 縮刷版
- 日本琵琶楽協会のあゆみ 2009年刊